# هربرت دينمان
هربرت دينمان (بالإنجليزية: Herbert Denman)‏ هو رسام أمريكي، ولد في 20 يونيو 1855 في بروكلين في الولايات المتحدة، وتوفي في 1903.